# María del Rosario Romano
María del Rosario Romano (Buenos Aires, 13 de febrero de 1976) es una exvoleibolista argentina que se desempeñó en la posición de central. Es una de las pocas jugadoras argentinas en consagrarse campeona en la categoría superior del voleibol italiano, la serie A1, y la máxima competición europea de clubes, la Liga de Campeones, que obtuvo en la temporada 2000/01.

## Biografía
Comenzó su carrera en el club Italiano de Buenos Aires, donde disputó las temporadas 1990/91 y 91/92. La temporada siguiente emigró a Italia, donde se desempeñó primero en equipos de la segunda división (la serie A2) hasta la temporada 1996/97 que fichó por el Romanelli Finanziaria Firenze de la serie A1. En la temporada 2000/01 se incorporó al Edison Modena, en ese momento último campeón de Liga, compartiendo equipo con la también argentina Mariana Conde. Con el Modena se consagró campeona de Europa tras ganar la Liga de Campeones de 2000/01. A continuación se sumó al Caffè Sesso Reggio Calabria en la temporada 2001/02, y luego al Despar Perugia en la 02/03, con el que se consagró campeona de Liga tras superar 3-2 a Novara, además de ganar la Copa Italia el mismo año.
Continuó su carrera en el Lines Tra.De.Co. Altamura de la serie A2, que anunció su fichaje como el de una jugadora de «físico longilíneo y técnica excelente».  Con el Altamura logró el ascenso a la serie A1 en 2005. Para la temporada siguiente se convirtió en capitana del equipo y lideró en distintas fechas las estadísticas de saque, recepción, bloqueo y ataque de la máxima categoría, lo que la llevó a ser señalada por la Liga como una atleta polivalente de destacado rendimiento. Continuó en el club en las temporadas 2006/07 y 2007/08 (en ambas ocasiones finalizando en el noveno puesto de la fase regular),  siendo señalada por su entonces director técnico como un «símbolo de la continuidad» y «una atleta seria y rigurosa». Terminada la temporada pasó al Cogemal Pontecagnano, de la serie B1, con el que logró el ascenso a A2. En 2009 se incorporó al Master Group Matera de la serie B1, y nuevamente consiguió el ascenso a A2, categoría que disputó con el club en la temporada 2010/11. En 2017 el club amateur Offida Volley de la serie C anunció su contratación para disputar la primera fase de la temporada.

## Vida personal
Compartió equipo con su hermana gemela María Pia en 2005/6, a la que se enfrentó en distintas oportunidades a lo largo de los años. Su hermano mayor Alejandro también es exvoleibolista y formó parte del plantel que disputó los Juegos Olímpicos de 1996.

## Palmarés
- - Liga de campeones europea 2000/01 (con Edison Modena)
- - Copa Italia A1 2002/3 (con Despar Perugia)[7]
- - Liga italiana A1 2002/3 (con Despar Perugia)[7]